# Большесосновское сельское поселение
Большесосно́вское сельское поселение — упразднённое муниципальное образование, входившее в состав Большесосновского муниципального района Пермского края.
Образовано 19 декабря 2004 года. Население — ↘5945 чел. (2021). Административный центр — село Большая Соснова.
Упразднено 15 мая 2021 года в связи с преобразованием муниципального района и всех входивших в него сельских поселений в Большесосновский муниципальный округ.

## Население
| 2010  | 2012  | 2013  | 2014  | 2015  | 2016  | 2017  |
| ----- | ----- | ----- | ----- | ----- | ----- | ----- |
| 5955  | ↗6019 | ↘5994 | ↗6050 | ↘6002 | ↗6070 | ↘6065 |
| 2018  | 2019  | 2020  | 2021  |       |       |       |
| ↗6093 | ↘6068 | ↘5994 | ↘5945 |       |       |       |

## Населённые пункты
В состав поселения входили 9 населённых пунктов:
- с. Большая Соснова
- с. Баклуши
- д. Верх-Соснова
- д. Кривелево
- д. Кузино
- д. Лыково
- с. Малая Соснова
- пос. Южный
- с. Юрково